# Nathalia Hernández
Nathalia Hernández (Bucaramanga, 28 de agosto de 1996) es una futbolista profesional que juega de mediocampista y su actual equipo es el Atlético Bucaramanga de la Liga Profesional Femenina de Fútbol de Colombia. 
Desde su adolescencia Nathalia Hernández practicaba el microfútbol constantemente, lo cual le permitió poseer una gran riqueza técnica a la hora de dominar el balón. Hizo parte del equipo de microfútbol Club La Rendonda en donde participó en varios certámenes de esa disciplina. Con el tiempo se integró al equipo femenino Club Botín de Oro para formarse en el fútbol.
En el 2017, Nathalia fue inscrita en la plantilla profesional de Atlético Bucaramanga para disputar la Liga Profesional Femenina. Entre sus caracterísiticas más destacadas son el despliegue físico por las bandas, precisión en asistencias y disparos potentes.
Ha hecho parte del equipo de Real Bucaramanga Futsal Femenino para competencias regionales y nacionales.
Hernández hizo parte de la plantilla de Atlético Bucaramanga que llegó a las semifinales de la Liga Femenina 2017, instancia en la que no pudo pasar a la final tras caer 4-0 en el global con Santa Fe.
Nathalia es una de las jugadoras con mayor número de participaciones en el Atlético Bucaramanga Femenino.